# 하층민들
《하층민들》(영어: Riff-Raff)은 1991년 개봉한 영국의 드라마 영화이다. 켄 로치가 감독을, 빌 제시가 각본을 맡았다. 1991 유럽 영화상 작품상 수상작이다.

## 출연

### 주연
- 로버트 칼라일
- 에머 맥코트

### 조연
- 리처드 벨그레이브
- 짐 R. 콜먼
- 데이빗 핀치
- 게리 J. 램민
- 딘 페리
- 조지 모스
- 윌리 로스
- 애드 사프라
- 릭키 톰린슨

## 기타
- 미술: 마틴 존슨